# Kinoshita Jun'an
Kinoshita Jun'an (木下順庵) (22 de julho de 1621 - 23 de janeiro de 1699) foi um estudioso japonês. Ele é um dos precursores do neoconfucionismo no Japão e teve Arai Hakuseki como aluno.